# Darmayasa
Darmayasa is een bestuurslaag in het regentschap Banjarnegara van de provincie Midden-Java, Indonesië. Darmayasa telt 4003 inwoners (volkstelling 2010).